# Ubatã
Ubatã é um município brasileiro do estado da Bahia, Nordeste, localizado na microrregião de Ilhéus-Itabuna e na mesorregião do Sul Baiano. De acordo com a estimativa do IBGE de 2024, sua população era de 16 097 habitantes, e com densidade demográfica de 90.69 hab./km².

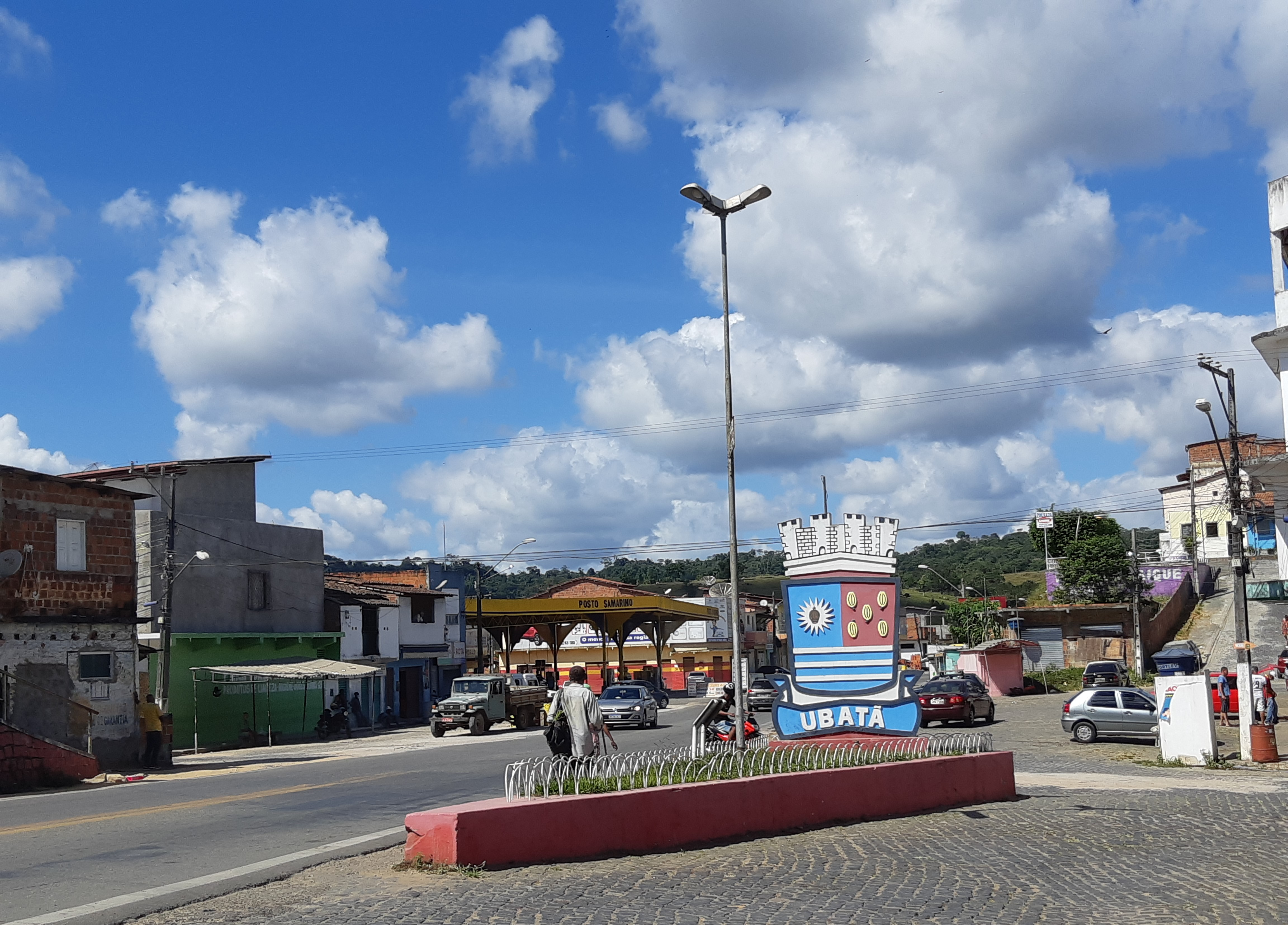
Praça do Churrascão

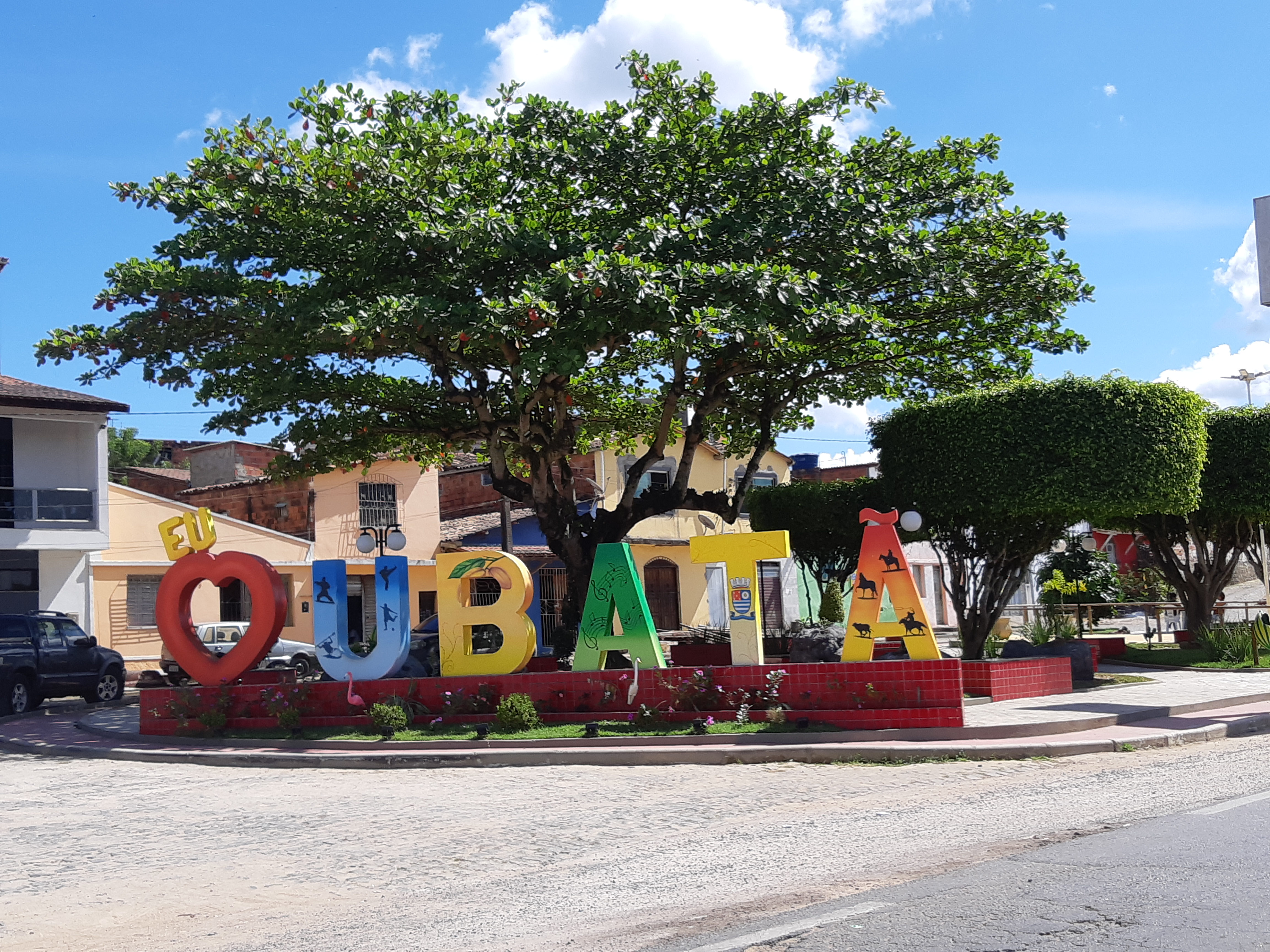
Praça Isaac Menezes

## História
O município de Ubatã teve sua ocupação iniciada em 1909, com a fundação do povoamento Dois Irmãos, em território de Orojó, distrito do município de Camamu, com a chegada de Severiano José Costa, Antônio Rebouças, João Teles, Manoel Eloi, Vicente Ferreira, Francisco Mendes Santos, João Cruz e Euzébio Lima.
Em 1918, o povoamento Dois Irmãos, ainda integrado a Camamu, foi elevado a Distrito de Paz. Já em 1932, seu nome foi alterado para São Sebastião com a nova configuração de integração pelo Município de Maraú, porém no ano seguinte, em 1933, retornou ao domínio de Camamu. Ainda nesse mesmo ano, por força do Decreto Estadual n° 8.729, Dois Irmãos desmembrou-se do Distrito de Orojó, passando a ser anexada à jurisdição da cidade de Rio Novo, atual Ipiaú, e assim, ganhando seu próximo nome, Alfredo Martins. Pelo Decreto Estadual n° 141 de 1943, retificado pelo Decreto n° 12.978 de 1944, após o nome Alfredo Martins, o distrito denominou-se Ubatã.
A partir de então, o distrito entrou no cenário político elegendo o Aníbal Azevedo, primeiro vereador, e depois Sandoval Alcântara, com o cargo de presidente da Câmara de Rio Novo. Devido à licença do prefeito Dr. Pedro Caetano, a Câmara elegeu Sandoval Alcântara para assumir a Prefeitura entre os anos 1949 e 1951, contribuindo com a primeira rua calçada de Ubatã e com a instalação de iluminação a lampião.
Com a expansão político-social e comercial de Ubatã, houve um enorme desejo de separação do município de Rio Novo. Assim, a união de alguns emancipadores como Flávio Gonçalves Dias, Auto Marques, Osmar Oliveira, Leônidas Pereira de Oliveira (Nidinho), Hamilton Fernandes Mota e Hermiro Ribeiro, resultou na entrada da carta de emancipação com o apoio dos deputados Moutinho Dourado, Nelson David Ribeiro e Aloísio de Castro.
Em 12 de dezembro de 1952, por força do Decreto Estadual, o pedido de emancipação foi aprovado pelo governador da Bahia, Régis Pacheco. Porém, o processo foi dificultado pelo município de Ipiaú ao apelar pela sentença.
Em contrapartida, Sandoval Alcântara foi nomeado pelo grupo emancipatório como representante da comunidade, viajando até a capital federal da época, Rio de Janeiro, a fim de derrubar o apelo da sentença no Tribunal Superior.
Dessa forma, em 26 de setembro de 1953, a Carta foi promulgada, dando a Ubatã a categoria de cidade. Até ocorrer a sua primeira eleição, Arnaldo Azevedo foi nomeado interventor, e em 15 de novembro de 1953, Sandoval Fernandes Alcântara foi eleito o primeiro prefeito, e Adroaldo Fernandes Alcântara, o presidente da Câmara de vereadores de Ubatã.

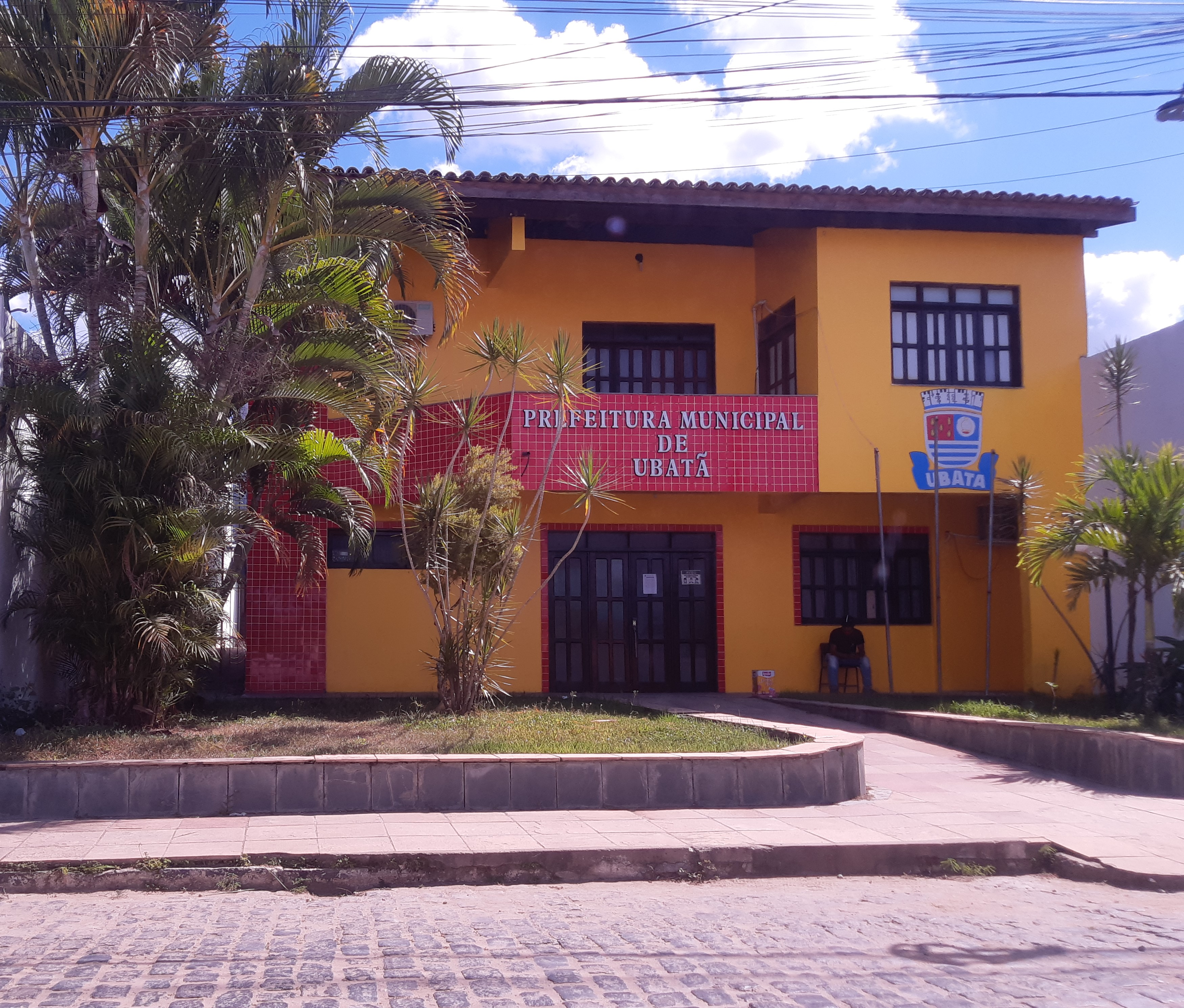
Prefeitura Municipal de Ubatã

## Prefeitos a partir de 15 de novembro de 1953
Fonte:
1. Sandoval Fernandes Alcântara
2. Osmar Fernandes de Oliveira
3. Hamilton Fernandes Mota
4. Jalmiro Rocha e Silva
5. Sandoval Alcântara
6. Almir Clementino Muniz
7. Androsil Rocha e Silva
8. Almenisio Braga Lopes
9. Androsil Rocha e Silva( Cassado)
10. Gleide José de Santana (Vice-prefeito empossado)
11. Edson Neves da Silva
12. Almenisio Braga Lopes
13. Adailton Ramos Magalhães
14. Adailton Ramos Magalhães (Reeleito e afastado)
15. Agilson Santos Muniz (Vice-prefeito empossado)
16. Agilson Santos Muniz (Eleito em 2008 e cassado em 2010)
17. Edson Neves da Silva (assumiu após cassação de Agilson Santos Muniz e foi afastado)
18. Rita de Cássia Alves Mascarenhas (Presidente da câmara - assumiu a vaga de Edson Neves)
19. Siméia Queiroz de Souza
20. Siméia Queiroz de Souza ( Reeleita )
21. Vinícius do Vale de Souza "Tinho"

## Curiosidades
Conta-se que Manoel de Hermógenes foi o primeiro a chegar às margens do Rio de Contas com quatro foices, quatro facões, quatro pás, quatro enxadas, um barril de pólvora, um de chumbo e um saco de sal, dando todo o material à um comerciante do distrito de Orojó, chamado José Antônio Fernandes, por interesses comerciais. Após pouco tempo de assentamento, Manoel de Hermógenes pegou estrada. Por volta de 1909, Severiano Costa e seu irmão (nome desconhecido) chegaram para desbravar a mata, originando assim, o primeiro nome do povoado, Dois Irmãos. Eram comerciantes e produtores de farinha de mandioca, além de serem os pioneiros na plantação de roças de cacau.

## Geografia
O Município de Ubatã apresenta como coordenadas 14°12’50’’S de latitude, 39°31’22’’W de longitude, ocupando uma área territorial de 177.643 km2. Está localizado a 348 km da capital baiana e a 1.378 km da capital federal, e têm como cidades limites Barra do Rocha, Gongogi, Ibirapitanga e Ibirataia.

### Clima
O clima em Ubatã é um clima tropical, com uma temperatura média de 23.7°C e variação de 4.1°C ao longo do ano. A pluviosidade média anual é de 971 mm, sendo maior no verão do que no inverno.
Setembro é o mês mais seco do ano, com precipitação de 55 mm. E Novembro, o mês de maior precipitação com uma média de 112 mm. Já em relação ao mais quente é o mês de Março, e o mais frio, Julho, com temperaturas médias de 25.2°C e 21.1°C respectivamente.

#### Território e Ambiente
Ubatã está localizado no Território de Identidade Médio Rio de Contas, e seu principal bioma é a Mata Atlântica.
Em 2011, foi registrado pelo Projeto GeografAR, dados indicando que o município de Ubatã é uma das cinco comunidades pesqueiras artesanais do território Rio de Contas. Além disso, há uma significativa concentração de estabelecimentos de agricultura familiar. Em relação à pecuária extensiva, a cidade apresenta cerca de 2.844 cabeças de gado, não sendo muito expressivo nesse quesito.

## Economia
De acordo com os dados estatísticos do ano de 2018, o salário médio mensal dos trabalhadores formais era de 1.5 salários mínimos. A proporção de pessoas ocupadas em relação à população total era de 7.3%. E apresenta um PIB per capita de 7.204,87.
O município de Ubatã tem como principal setor econômico o setor agrícola. O cultivo de cacau é predominante na economia, porém, em comparação com as últimas décadas, sua produção foi reduzida devido a ocorrência dos fungos nos cacauais – chamada vassoura de bruxa.
O segmento agroindustrial do município tem uma participação relevante na produção de polpas de frutas. Ubatã conta com duas importantes fábricas, Santa Rosa e Nutricau. A primeira existente há mais de 30 anos, a segunda atuante desde 1983, e ambas contribuem economicamente para a cidade, sendo de grande referência regional. A Santa Rosa, por exemplo, aparece no ranking das 100 maiores empresas de frutas na Bahia.

## Educação
A educação escolar em Ubatã apresenta como dados 94.5% de taxa de escolarização na faixa entre 6 e 14 anos de idade. Apresenta 17 instituições públicas de ensino vinculadas à pré-escola, 22 ao fundamental, e 1 no médio. De acordo com o IDEB, em 2019 a nota dos anos iniciais do ensino fundamental da rede pública foi 4.0, e a nota dos anos finais foi 2.9, ambas, além de não atingir a meta determinada, tiveram queda.